# شريان ركبي نازل
شريان ركبي نازل (بالإنجليزية: Descending genicular artery)‏‏ هو شريان يتفرعُ من شريان فخذي.

## فروعه
يخرجُ منه الفروع التالية:
- الفرع الصافن للشريان الركبي النازل
- الفروع المفصلية للشريان الركبي النازل